# Carlos Atienza
Carlos Atienza Pedraza (Santiago, 19 de abril de 1899 - 11 de junio de 1954) fue un profesor, abogado y político liberal chileno.

## Actividades profesionales
Hijo de Ignacia Pedraza Salgado y Zacarías Atienza Martín, estudió en el Instituto Inglés y en el Instituto Nacional. Ingresó luego a la Facultad de Derecho y al Instituto Pedagógico de la Universidad de Chile, recibiéndose como abogado (1922) con una tesis titulada “La necesidad de una moneda de valor fijo”, y como profesor de inglés (1922).
Hizo cursos de postgrado en Estados Unidos e Inglaterra, perfeccionándose en Filosofía y Literatura inglesa. Ingresó a la Universidad de Oxford, donde se educó en Ciencias Económicas y Sociales. Fue el primer profesor americano que estudió en dicho establecimiento de prestigio mundial. En la Universidad de La Sorbonne, Francia, estudió Derecho Civil.
Fundador del Liceo Nocturno “Federico Hansen”. Fue profesor en el Liceo José Victorino Lastarria, en el Internado Nacional Barros Arana y en la Escuela de Agronomía de la Universidad de Chile. Llegó a ser vicerrector del Instituto Pedagógico de la Universidad de Chile. Fue Director general de Instrucción Secundaria (1933), dependiente del Ministerio de Instrucción Pública.

## Actividades políticas
Militante del Partido Liberal, llegó a ser Secretario general de la colectividad.
Elegido diputado por el 1.er. Distrito Metropolitano: Santiago (1941-1945), participando de la comisión permanente de Constitución, Legislación y Justicia.
Reelecto diputado por Santiago (1945-1949), integrando la comisión permanente de Economía y Comercio, además, le correspondió ocupar la segunda Vicepresidencia de la Cámara de Diputados (1945-1949).

## Actividades sociales
Presidente de la Sociedad de Profesores de Santiago de Chile|Santiago, miembro del Club de Septiembre y de la Textil Maipo S.A. Participó de la Liga de Estudiantes Pobres, del Rotary Club de Santiago de Chile|Santiago y del Consejo Universitario de la Universidad de Chile.
Director del Círculo Español y del Instituto de Cultura Hispánica. Presidió el Instituto Chileno-Británico de Cultura.
Socio honorario de la Compañía de Bomberos España, de la Unión Española y de la Sociedad Española de Beneficencia.

## Actividades literarias
Escribió la obra sobre la vida de Eduardo de Windsor, texto didáctico destinado a la enseñanza del inglés en el país, llamado “English reader”.